# جانيت رينو
جانيت رينو (بالإنجليزية: Janet Reno)‏ (و. 1938 – 2016 م) هي سياسية، ومدعية، ومحامية من الولايات المتحدة الأمريكية . ولدت في ميامي، فلوريدا . وكانت عضوة في الحزب الديمقراطي الأمريكي . وقد رشحها الرئيس بيل كلينتون في 11 فبراير 1993، وصدق مجلس الشيوخ على التعيين في 11 مارس 1993. وكانت أول امرأة تشغل هذا المنصب وثاني أطول فترة في المنصب بعد وليام ويرت.
توفيت في ميامي، فلوريدا، عن عمر يناهز 78 عاماً.

## مناصب
تولت منصب نائب عام الولايات المتحدة (11 مارس 1993–20 يناير 2001) .

## التعليم
تعلمت في جامعة كورنيل، وكلية هارفارد للحقوق

## جوائز
حصلت على جوائز منها:
- ميدالية برانديز [الإنجليزية]‏
- قاعة الشهرة الوطنية للمرأة
- Florida Women's Hall of Fame [الإنجليزية]‏.

| المناصب السياسية | المناصب السياسية                                       | المناصب السياسية  |
| ---------------- | ------------------------------------------------------ | ----------------- |
| سبقه وليام بي بر | نائب عام الولايات المتحدة 11 مارس 1993 - 20 يناير 2001 | تبعه جون آشكراوفت |

## روابط خارجية
- جانيت رينو على موقع الموسوعة البريطانية (الإنجليزية)
- جانيت رينو على موقع مونزينجر (الألمانية)
- جانيت رينو على موقع إن إن دي بي (الإنجليزية)